# Granița Militară

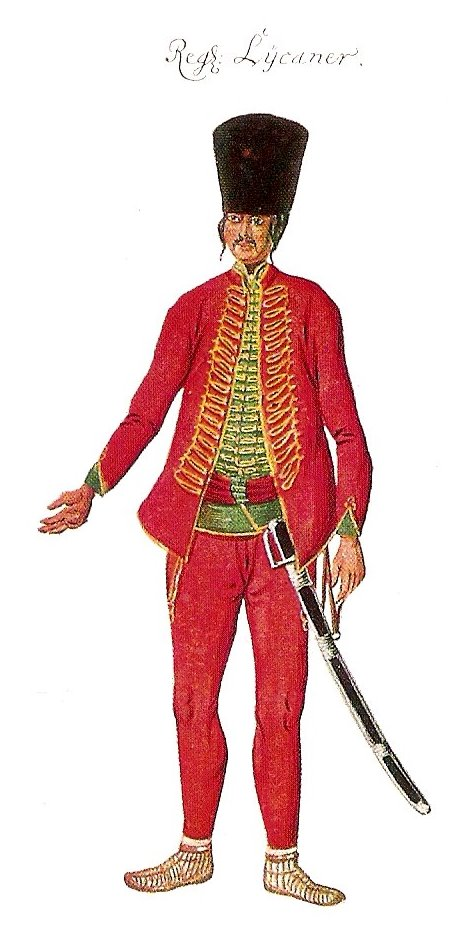
Grănicer din Granița Militară Croată (1762). Vezi și panduri.

Granița Militară (în germană Militärgrenze) a fost un „cordon sanitar” instituit de autoritățile imperiale la frontiera țărilor coroanei habsburgice cu Imperiul Otoman și cu principatele tributare ale Moldovei și Țării Românești.
În Banat au făcut parte din acest teritoriu satele care au format regimentele sârbești și românești.
În Transilvania au făcut parte din Granița Militară regimentele secuiești și cele românești din Năsăud și Orlat, toate incluse în Granița Militară Transilvăneană.